# Districtul Bang Lamung
Bang Lamung (în thailandeză บางละมุง) este un district (Amphoe) din provincia Chonburi, Thailanda, cu o populație de 284.000 de locuitori și o suprafață de 727 km².

## Componență
Districtul este subdivizat în eight subdistricte (tambon), care sunt subdivizate în 61 de sate (muban).
| Nr. | Nume          | În thailandeză | Locuitori |
| --- | ------------- | -------------- | --------- |
| 1.  | Bang Lamung   | บางละมุง        | 15,329    |
| 2.  | Nong Prue     | หนองปรือ        | 100,323   |
| 3.  | Nong Pla Lai  | หนองปลาไหล     | 12,024    |
| 4.  | Pong          | โป่ง            | 7,000     |
| 5.  | Khao Mai Kaeo | เขาไม้แก้ว       | 5,057     |
| 6.  | Huai Yai      | ห้วยใหญ่         | 21,365    |
| 7.  | Takhian Tia   | ตะเคียนเตี้ย      | 12,657    |
| 8.  | Na Kluea      | นาเกลือ         | 38,831    |